# برايان هووك
برايان هووك (بالإنجليزية: Brian H. Hook)‏ هو محامي أمريكي، ولد في 4 يونيو 1968.